# Рыбченко, Иван Данилович
Иван Данилович Рыбченко — советский хозяйственный, государственный и политический деятель, Герой Социалистического Труда.

## Биография
Родился в 1925 году в селе Малый Гашун. Член ВКП(б).
Участник Великой Отечественной войны. С 1946 года — на хозяйственной, общественной и политической работе. В 1946—1980 гг. — колхозник, тракторист, механизатор в Ростовской области, по комсомольской путёвке направлен на освоение целины в Алтайском крае, механизатор совхоза «Табунский» Кулундинского района Алтайского края.
Указом Президиума Верховного Совета СССР от 23 июня 1966 года присвоено звание Героя Социалистического Труда с вручением ордена Ленина и золотой медали «Серп и Молот».
Избирался депутатом Верховного Совета РСФСР 6-го созыва. Заслуженный механизатор РСФСР.
Умер в 2002 году в Алтайском крае.